# اگوستن-ژان فرنل
اُگوستَن-ژان فِرِنل (فرانسوی: Augustin-Jean Fresnel‎؛ زاده ۱۰ مهٔ ۱۷۸۸ - درگذشته ۱۴ ژوئیهٔ ۱۸۲۷) یک فیزیک‌دان و مهندس عمران اهل فرانسه بود.
فرنل بیشتر به عنوان مخترع عدسی فرنل شناخته می‌شود.او نظریه موج عرضی نور را ارائه داد که حاصل کارها و مطالعاتش بر روی عدسی ها و تداخل نوری بود،فرنل نشان داد که نور طبیعی خورشید شامل ارتعاشاتی است که بر جهت حرکت آن عمود هستند (حالت عرضی دارند) او همچنین نوعی عدسی اختراع کرد که سطح آن به شکل مجموعه ای از پله های هم مرکز است که به سمت مرکز امتداد می یابند.ازعدسی فرنل هنوز هم به طور گسترده در فانوس های دریایی استفاده می شود.و معادلات او در امواج و بازتاب نور (معادلات فرنل) همچنین برای بسیاری از برنامه‌های کاربردی در گرافیک کامپیوتری امروزه، کاربرد دارد.